# Percy Lorenzo Galván Flores
Percy Lorenzo Galván Flores (Tomás Frías, 10 de agosto de 1965) é um prelado boliviano da Igreja Católica, arcebispo de La Paz.

## Biografia
Percy Lorenzo Galván Flores nasceu em 10 de agosto de 1965 em Tomás Frías, território da Diocese de Potosí. Durante sua infância, sua família mudou-se para San Lucas, na jurisdição da Arquidiocese de Sucre. Após o ensino médio, ingressou no Seminário de Sucre (1984), onde cursou o Ano Preparatório. Continuou seus estudos em Filosofia e Teologia no Seminário Nacional "San José" de Cochabamba (1985-1991). Foi ordenado padre na Catedral de Sucre em 18 de julho de 1991. Obteve a Licenciatura em Teologia Bíblica pela Pontifícia Universidade Gregoriana (2001).
Foi vigário paroquial em Villa Serrano (1991-1992) e em Padilla (1992-1993), pároco em Padilla, Alcalá e El Villar (1993-1995). Exerceu o cargo de Vigário Episcopal da Área Pastoral "La Frontera" (1996-1998). De 2001 a 2005 foi Reitor do Seminário Arquidiocesano "San Cristóbal" de Sucre. Em 8 de setembro de 2005, foi nomeado vigário-geral da Arquidiocese de Sucre por três anos, ao final dos quais foi encarregado de preparar o VI Sínodo Arquidiocesano. De 2005 a 2013 foi pároco da paróquia "San José" de Sucre, cônego da Catedral, chefe do Museu Eclesiástico e membro dos Conselhos Econômico, Presbiteral e Pastoral da Arquidiocese.
Foi eleito pelo Papa Bento XVI como bispo-prelado de Corocoro em 2 de fevereiro de 2013 e recebeu a ordenação episcopal no dia 1 de maio seguinte, na Catedral de Sucre, por Jesús Gervasio Pérez Rodríguez, O.F.M., arcebispo-emérito de Sucre, coadjuvado por Giambattista Diquattro, núncio apostólico na Bolívia e por Toribio Ticona Porco, bispo-prelado emérito de Corocoro.
Em 23 de maio de 2020, o Papa Francisco o promoveu a arcebispo metropolitano de La Paz, onde fez a sua entrada solene em 1 de setembro.